# Assassinat a Pointe du Raz
Assassinat a Pointe du Raz o Assassinats a la Bretanya (títol original en francès, Meurtres à la pointe du Raz) és un telefilm francobelga de la col·lecció Assassinats a... dirigida per Laurent Dussaux amb guió de Matthieu Savignac i emesa per primera vegada a Bèlgica el 8 de novembre de 2020 a La Une, a Suïssa el 22 de gener de 2021 a RTS Un i a França 3 d'abril a France 3. S'ha doblat al valencià per a À Punt amb el títol d'Assassinat a Pointe du Raz, i al català central per a TV3 amb el nom d'Assassinats a la Bretanya.
El rodatge va tenir lloc a diverses localitats: Le Juch, Audierne, Douarnenez, Plouhinec i Plozévet, així com Pont-Croix i Cléden-Cap-Sizun.
Aquesta ficció és una coproducció de Fontaram Productions, Kwai, France Télévisions, AT-Production i RTBF.
És un dels deu episodis emblemàtics seleccionats per RTBF per celebrar el desè aniversari de la col·lecció i va estar disponible durant sis mesos a la plataforma digital Auvio.

## Sinopsi
El tinent de gendarmeria Jérémie Meyer, a punt de casar-se amb la Clara, fa equip amb la comandant Marie Leroy, que ha vingut a substituir-lo, per investigar l'assassinat d'una vella aterrida per l'Ankú. Les pistes els portaran a la mort del pare d'en Jérémie i a la d'una jove que tenia la vella com a infermera. La comandant Leroy també tenia un altre motiu per venir a l'equip.

## Repartiment
- Évelyne Bouix: comandant Marie Leroy
- David Kammenos: tinent Jérémy Meyer
- Nadia Roz: Karima
- Cécile Brune: Nathalie Meyer
- Juliette Aver: Clara
- Frédéric Épaud: Ernest
- Stéphane Grossi: Patrick Valandier
- Jérôme Anger: jutge Bellec
- Cédric Zimmerlin: el capellà Tristan Morin
- Sophie Le Dily: Elise Letallec
- Carole Brana: Justine Prigent
- Lety Pardalis: la forense
- Samuel Labarthe: un gendarme (no acreditat)